# イケダパン
株式会社イケダパンは、かつては1980年代半ばに全国5位・九州最大の製菓・製パンメーカーだった池田製菓株式会社のパン・菓子類のブランドであった。また、その池田製菓が1985年（昭和60年）7月に会社更生法適用を申請し、1988年（昭和63年）10月31日の鹿児島地方裁判所の再生計画の認可に伴って同年11月1日商号を変更したパン・菓子・惣菜などを製造・販売する食品メーカーの社名とブランド名でもある。
更生手続き終了時点で、鹿児島最大の製パン業者となっていたほか、山崎製パンのグループ企業の中で3番目の規模の企業となっていた。

## 概要

### 創業から会社更生法適用申請まで
加世田の医者の家に生まれた池田龍男は南薩鉄道勤めの傍ら戦後の食糧難に商機を見出し、1948年（昭和23年）6月に鹿児島県加世田町地頭所（現・南さつま市）で製粉・製麺業として創業したのが始まりである。
1949年（昭和24年）にパン・菓子類の製造を開始した。
池田龍男を代表取締役社長として、1953年（昭和28年）9月に資本金100万円で「池田産業株式会社」を設立して法人化した。
1960年（昭和35年）7月に「池田製菓株式会社」へ商号変更した。
当初は地元の加世田市と川辺町を中心に販売していたが、1958年（昭和33年）に枕崎に営業所を開設したのを皮切りに市外への営業拠点開設に踏み切り、1963年（昭和38年）に鹿屋営業所を開設して大隅半島での販路開拓を開始した。
1965年（昭和40年）に都城営業所を開設して宮崎県へ進出。1968年（昭和43年）には福岡市の菓子団地に「西日本池田製菓」を設立して福岡製菓工場と福岡パン工場を開設し、福岡県へ進出した。1969年（昭和44年）に水俣営業所を開設して熊本県へ、1970年（昭和45年）に別府営業所を開設して大分県へそれぞれ進出した。
こうした営業拠点の拡大と歩を合わせる形で、1964年（昭和39年）には完全にオートメーション化した重富工場を開設し、1965年（昭和40年）に和洋菓子専門工場として鹿児島工場を開設し、加世田工場では1966年（昭和41年）には新型の食パンラインを増設して1969年（昭和44年）に大型菓子工場を増設、1973年（昭和48年）に重富工場に食パンの無人化製造ラインを導入するなど生産拠点の拡充を進めた。
また、鹿児島の中堅パンメーカーだった宝パンの買収を皮切りに、串木野市のミサカヤパン、市来町のミカサヤ製菓、枕崎市の永留パン、鹿児島市の太田パン、宮崎市のズボラ堂や日南市のミツワパンと鹿児島県や宮崎県のパンメーカーを傘下に収めていった。
その他、創業当初のパン箱製造の為に大工を大勢抱えていたため、その活用策として、1970年（昭和45年）に龍栄建設と南九州住宅設備を設立して建設業に参入した。
1971年（昭和46年）にはボウリング場とゴルフ場を運営する「レインボー」とコテージを併設した霧島高原のリゾートホテル「ビラあさぎり」を運営する「龍栄観光」を設立して、旅行・娯楽事業にも参入した。
1974年（昭和49年）にコンピューターを導入した。
1976年（昭和51年）にデンマークの「ダンケーキ社」と提携してデンマークケーキの製造・販売を開始した。1978年（昭和53年）にアメリカ合衆国・ロサンゼルスに「USAイケダベーカリー」を設立し、同年7月28日にリトルトーキョーのシャパニーズプラザ並木通り沿いに「イケダベーカリー」を開店した。1981年（昭和56年）に同社の米国2号店をトーランスに開設した。
1980年（昭和55年）4月に池田製菓と子会社の西日本池田製菓、糧友食品（後のフランソア）とその子会社の西日本製パン、それに佐世保市の白砂屋が各々1000万円を出資して、資本金5000万円で販売部門の「日新製パン」を設立し、西日本池田製菓と西日本製パンは製造に専念することになった。
同年11月に本社と工場や営業所のオンライン化を開始した。
1983年（昭和58年）9月に糧友食品（後のフランソア）と販売部門を統合して、同年10月に「日新製パン」を「株式会社イケダ」に社名変更した。1983年（昭和58年）9月1日にブランドを「キリンマークのイケダパン」で統一した。
また、1984年（昭和59年）に独自開発した玄米酢を発売するなど健康食品や冷凍食品の製造・販売も手掛けた。
1980年代半ばには当社は九州のパン・菓子類で売上高シェア37.8％を持つ九州最大手となった。当社は加世田市内最大の企業となり、商社・建設業・観光業・遊戯施設など二十数社からなるイケダグループを形成していた。
しかし、31社に上った関連会社を通じた多角化が裏目に出て1980年段初頭から5年近く粉飾決算を行って負債総額508億円を抱え、1986年（昭和61年）7月10日に鹿児島地方裁判所に会社更生法の適用を申請した。同月にフジパンにパン販売子会社「株式会社イケダ」を売却した。
山崎製パンが飯島延浩社長の右腕とされていた常務取締役の山田憲典を管財人として派遣することになり、同年12月3日に鹿児島地方裁判所が会社更生手続きの開始を決定した。

### 更生計画の認可とイケダパン株式会社の誕生

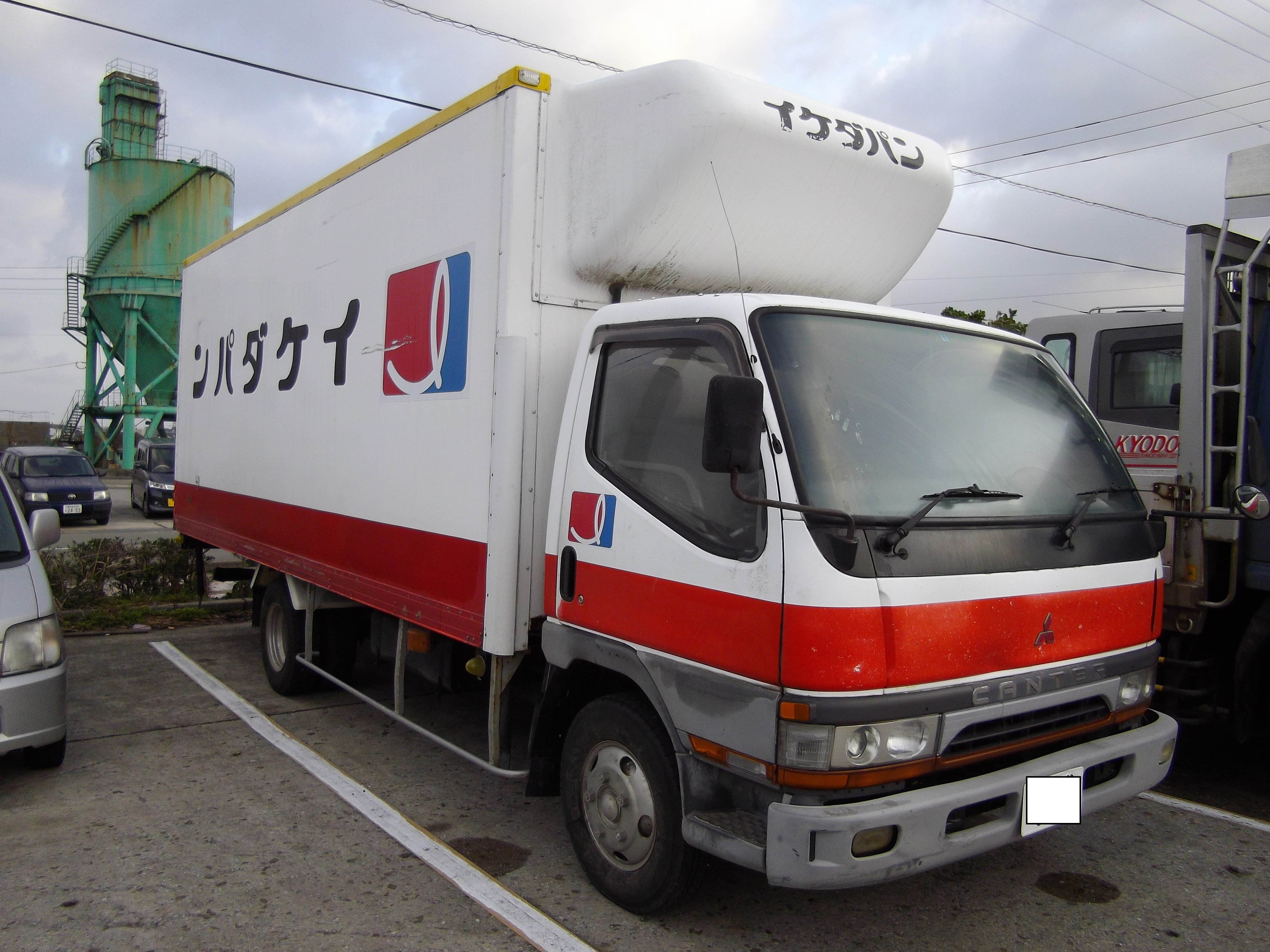
イケダパン配送用トラック

1987年（昭和62年）4月に弁当・調理パン・総菜などの製造・販売に進出した。
一般更生債権約354億円のうち50万円以上のものは約78.5％カットし、更生担保権118億円を15年分割で返済する更生計画を策定。1988年（昭和63年）10月31日に鹿児島地方裁判所の更生計画の認可を受け、翌日の同年11月1日に商号を株式会社イケダパンへ変更した。
この株式会社イケダパンの発足時の資本金は10億円で、代表取締役社長には山崎製パンから当社の管財人だった山田憲典が就任し、他に山崎製パン・鹿児島銀行・旭相互銀行から取締役が就任して新体制が発足した。
そして、工場集約を含む生産設備や営業拠点の見直しを進めると同時に、米飯・惣菜事業に進出した。1993年（平成5年）12月に鹿児島デリカ工場、1994年（平成6年）2月に宮崎県諸県郡高岡町に宮崎アイデリカ工場を開設した。これら再建策の進展により1996年（平成8年）3月に更生担保権の弁済を完了し、同月18日に会社更生法の更生手続き終結の決定を受けた。それを受けて、同年4月に社長が交替し、同年5月に重富工場内に本社を移転した。
この更生手続き終了時点で、鹿児島最大の製パン業者となっていたほか、山崎製パンのグループ企業の中で3番目の規模の企業となっていた。
姶良にあるセンターから支店・営業所・仲卸などを中継点として販売店に配送する自社配送網を構築している他、デリカ事業については別途配送網を構築し、製品のほとんどを自社で配送している。
一部の商品は、山崎製パンの配送トラックに合積みされ、上記商圏以外の地域でも販売されているものがある。また、山崎製パンの製品を供給していない沖縄県でも、長期保存が可能な製品のみ販売している。ただし消費期限が限定的のため、イオン琉球のイオン店舗に限られる。

## コンビニ事業
かつてはデイリーヤマザキとサブフランチャイズ契約を締結し、デイリーヤマザキのエリアフランチャイザーであった。現在は事業撤退し、鹿児島県内の店舗は消滅した。

### アイショップ
アイショップとは、イケダパンが運営する日本のコンビニエンスストアである。自社の強みである冷凍生地や焼き立てパン、米飯や総菜などを利用して差別化を図っている。1998年2月、農協直営のAマートを運営する鹿児島県経済連と提携し、愛ショップJAを展開する。アイショップJAの1号店は1998年3月に開店した。
映画『秒速5センチメートル』『君の名は。』に登場したことで話題になった。ただし『君の名は。』の舞台の岐阜県には出店していない。

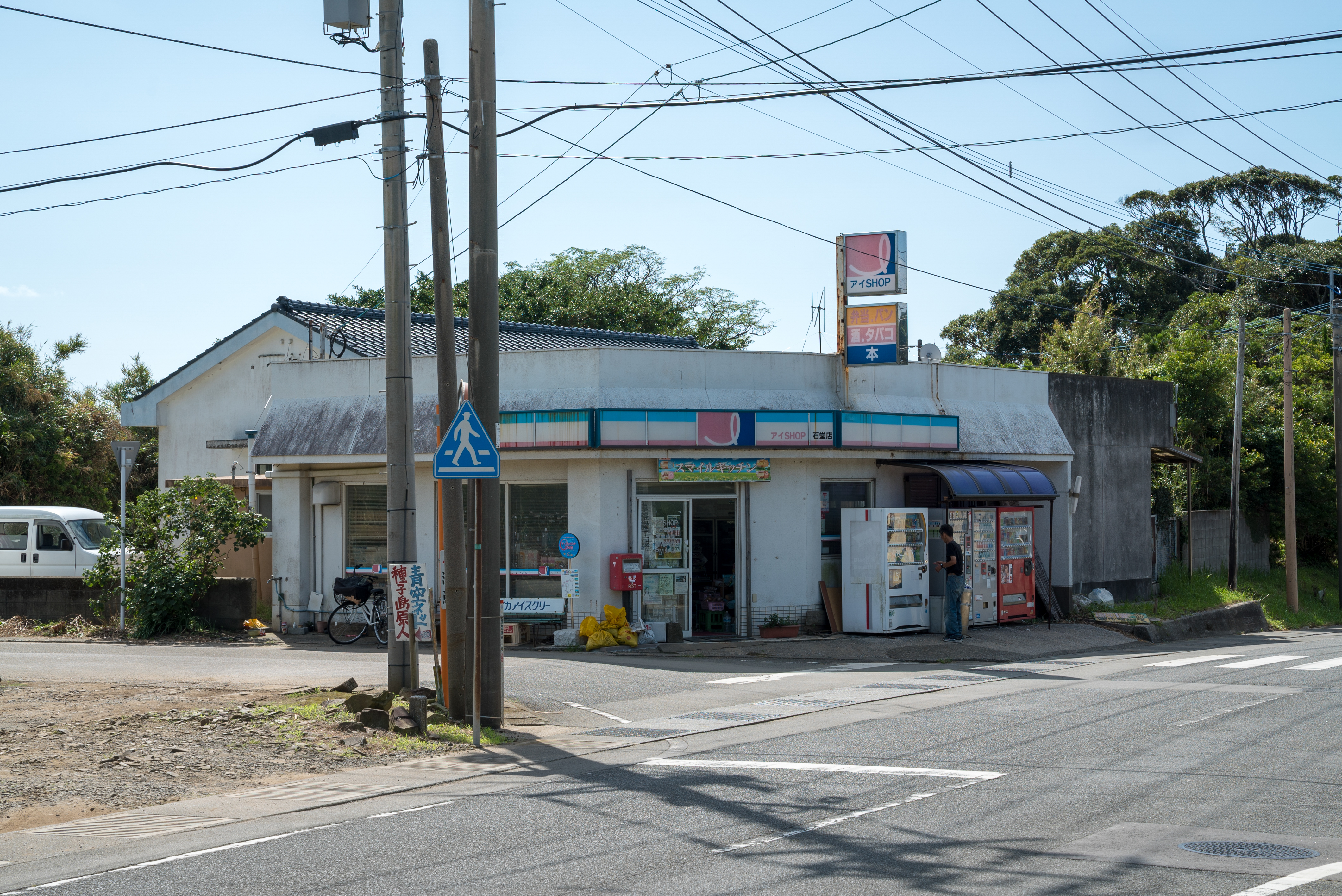
イケダパンが運営するコンビニ「アイショップ」。写真の店舗は『秒速5センチメートル』に登場し、『君の名は。』劇中で外観が描かれた石堂店（鹿児島県中種子町）

## 沿革
- 1948年（昭和23年）6月 - 鹿児島県加世田町地頭所（現・南さつま市）で[5]製粉・製麺業として創業[6]。
- 1949年（昭和24年） - パン・菓子類の製造を開始[2][7]。
- 1953年（昭和28年）9月 - 資本金100万円で「池田産業株式会社」を設立して法人化[1]。池田龍男が初代代表取締役社長に就任[5]。
- 1958年（昭和33年） - 枕崎に営業所を開設[6]。
- 1960年（昭和35年）7月 - 「池田製菓株式会社」へ商号変更[2]。
- 1963年（昭和38年） - 鹿屋営業所を開設して大隅半島での販路開拓を開始[6]。
- 1964年（昭和39年） - 完全にオートメーション化した重富工場を開設[8]。
- 1965年（昭和40年）
  - 和洋菓子専門工場として（初代）鹿児島工場を開設[8]。
  - 都城営業所を開設して宮崎県へ進出[6]。
- 1966年（昭和41年） - 加世田工場に新型の食パンラインを増設[8]。
- 1968年（昭和43年） - 福岡市の菓子団地に「西日本池田製菓」を設立し[6]、福岡製菓工場と福岡パン工場を開設[8]。
- 1969年（昭和44年）
  - 加世田工場に大型菓子工場を増設[8]。
  - 水俣営業所を開設して熊本県へ進出[6]。
- 1970年（昭和45年） - 別府営業所を開設して大分県へ進出[6]。
- 1971年（昭和46年）
  - ボウリング場とゴルフ場を運営する「レインボー」を設立し、娯楽事業に参入[8]。
  - コテージを併設した霧島高原のリゾートホテル「ビラあさぎり」を運営する「龍栄観光」を設立し、旅行事業に参入[8]。
- 1973年（昭和48年） - 重富工場に食パンの無人化製造ラインを導入[8]。
- 1974年（昭和49年） - コンピューターを導入[7]。
- 1975年（昭和50年） - 熊本営業所を開設[6]。
- 1976年（昭和51年） - デンマークの「ダンケーキ社」と提携してデンマークケーキの製造・販売を開始[2]。
- 1978年（昭和53年）
  - アメリカ合衆国・ロサンゼルス市に「USAイケダベーカリー」を設立し[2]。
  - 7月28日 - リトルトーキョーのシャパニーズプラザ並木通り沿いに「イケダベーカリー」を開店[9]。
- 1980年（昭和55年）
  - 4月 - 池田製菓と子会社の西日本池田製菓、糧友食品（後のフランソア）とその子会社の西日本製パン、それに佐世保市の白砂屋が各々1000万円を出資して、資本金5000万円で販売部門の「日新製パン」を設立[11][広報 3]。
  - 11月に本社と工場や営業所のオンライン化を開始[7]。
- 1981年（昭和56年） - 米国2号店をトーランスに開設[10]
- 1982年（昭和57年）
  - 9月 - 糧友食品（後のフランソア）と販売部門を統合[10]。
  - 10月 - 「日新製パン」を「株式会社イケダ」に社名変更[12]。
- 1983年（昭和58年）9月1日 - ブランドを「キリンマークのイケダパン」で統一[13]。
- 1984年（昭和59年） - 独自開発した玄米酢を発売[10]。
- 1986年（昭和61年）
  - 7月10日 - 鹿児島地方裁判所に会社更生法の適用を申請し倒産[15]。負債総額は508億円[23]と九州に本社を置く企業としては過去最大規模。
  - 12月3日 - 山崎製パンが管財人を派遣し、鹿児島地方裁判所が会社更生手続きの開始を決定[16]。
- 1987年（昭和62年）4月 - 弁当・調理パン・総菜などの製造・販売に進出[17]。

- 1988年（昭和63年）
  - 10月31日 - 鹿児島地方裁判所が更生計画を認可[3]。
  - 11月1日 - 商号を株式会社イケダパンに変更[3][15]。
- 1990年（平成元年）10月30日 - 「池田製菓労働組合」と「イケダ労働組合」が統合し、「イケダパン労働組合」を結成[24]。
- 1993年（平成5年）12月 - 鹿児島デリカ工場[4]。
- 1994年（平成6年）2月 - 宮崎県諸県郡高岡町に宮崎アイデリカ工場を開設[4]。
- 1996年（平成8年）
  - 3月に更生担保権の弁済を完了[4]。
  - 3月18日 - 会社更生法の更生手続き終結決定[18]。
  - 4月 - 社長が交替[4]。
  - 5月 - 重富工場内に本社を移転[4]。
  - 10月 - 加世田工場に冷凍生地ラインを導入[4]。
- 1998年（平成10年）2月 - 鹿児島県経済連と、農協の小型直営店「Aマート」をコンビニエンスストアへ業態転換で業務提携[25]。

## 事業所

### 本社
- 鹿児島県姶良市平松5000

1994年（平成6年）5月に重富工場内に本社を移転した。

### 工場
- 重富工場（鹿児島県姶良市平松5000）

1964年（昭和39年）開設。
1973年（昭和48年）に食パン無人化製造ラインを導入。
- （初代）鹿児島工場（鹿児島県姶良町平松5000[26][27]）

1965年（昭和40年）開設。
和洋菓子専門工場
- （2代目）鹿児島工場 → 鹿児島アイデリカ工場（鹿児島県鹿児島市南栄4-12-2[28][1]）

1977年（昭和52年）9月25日着工。
アイデリカ工場は、1993年（平成5年）12月開設。
- 宮崎アイデリカ工場（宮崎県宮崎市高岡町花見2142-20）

1994年（平成6年）2月開設。

#### 過去に存在した事業所
- 加世田工場（加世田市地頭所510[26][29]）

近代的なオートメーションを導入した工場であった。
1966年（昭和41年）に新型の食パンラインを増設。
1969年（昭和44年）に大型菓子工場を増設。
1996年（平成8年）10月に冷凍生地ラインを導入。
- 鹿児島第2工場（鹿児島県鹿児島市錦江町3-2[26]）

- 西日本池田製菓[6]福岡製菓工場[8]（福岡市菓子団地[6]）

1968年（昭和43年） 開設。
- 西日本池田製菓[6]福岡パン工場[8]（福岡市菓子団地[6]）

1968年（昭和43年） 開設。
- 中九州工場（熊本県飽託郡北部町[30]）

### 営業所
- 宮崎営業所（宮崎県宮崎市高岡町花見2140-20）

1966年（昭和41年）開設。
- 名瀬営業所（鹿児島県奄美市名瀬朝仁町31-6）

1969年（昭和44年）開設。
- 大分営業所（大分県大分市豊海2-1994-231）

1972年（昭和47年）開設。
- 種子島営業所（鹿児島県西之表市西之表14437）

#### 過去に存在した営業所
- 枕崎営業所

1958年（昭和33年）開設。
- 鹿屋営業所

1963年（昭和38年）開設。
- 阿久根営業所

1964年（昭和39年）開設。
- 宮之城営業所

1964年（昭和39年）開設。
- 指宿営業所

1965年（昭和40年）開設。
- 伊集院営業所

1972年（昭和47年）開設。
- 都城営業所

1965年（昭和40年）開設。
- 日南営業所

1967年（昭和42年）開設。
- 小林営業所

1968年（昭和43年） 開設。
- 日向営業所

1969年（昭和44年）開設。
- 高鍋営業所

1970年（昭和45年）開設。
- 水俣営業所

1969年（昭和44年）開設。
- 人吉営業所

1970年（昭和45年）開設。
- 宇土営業所

1970年（昭和45年）開設。
- 八代営業所

1974年（昭和49年）開設。
- 植木営業所

1974年（昭和49年）開設。
- 熊本営業所

1975年（昭和50年）開設。
- 別府営業所

1970年（昭和45年）開設。

### 鹿児島センター
鹿児島県姶良市平松水流3382-1

## 過去に存在したグループ会社
- 西日本池田製菓株式会社（福岡市五十川700-1[31]）

1968年（昭和43年） 設立。
福岡市の菓子団地に福岡製菓工場と福岡パン工場を開設。
池田製菓の会社更生法適用申請に伴い、会社整理となった。
- 池田殖産株式会社

池田製菓の会社更生法適用申請に伴い、会社整理となった。
- 株式会社大惣

池田製菓の会社更生法適用申請に伴い、会社整理となった。
- 株式会社イケダ
- （資本金5000万円[11]、パン販売[11]）

1980年（昭和55年）4月設立
池田製菓と子会社の西日本池田製菓、糧友食品（後のフランソア）とその子会社の西日本製パン、それに佐世保市の白砂屋が各々1000万円を出資して設立し、西日本池田製菓は製造に専念。
1982年（昭和57年）10月に日新製パンから「株式会社イケダ」に社名変更。
- イケダライスセンター株式会社（鹿児島県鹿児島市錦江町3-1[33]、資本金100万円[33]）

1978年（昭和53年）4月設立。
- 池田食品事業(協)（鹿児島県鹿児島市上之園町38[34]）

- 池田クリーニングセンター[35]
- 第一プラスチック工業（鹿児島県鹿児島市上之園町19-27[36]、資本金150万円[36]）

1964年（昭和39年）2月設立。
- 池田石油[35]

- 龍栄建設株式会社（鹿児島県鹿児島市新照院町21-5[37]、資本金100万円[37]）

1970年（昭和45年）2月設立。
- 南九州住宅設備株式会社（加世田市武田18499[38]）

1970年（昭和45年）設立。
- 龍栄観光株式会社（鹿児島県鹿児島市山之口町3-22[39]、資本金350万円[40]）

1971年（昭和46年）4月設立。
霧島高原のリゾートホテル「ビラあさぎり」を運営。
- 株式会社レインボー（加世田市武田19290[38]）

1971年（昭和46年）設立。
ボウリング場とゴルフ場を運営。
- USAイケダベーカリー（アメリカ合衆国・ロサンゼルス[2]）

1978年（昭和53年）設立。
1981年（昭和56年）に同社の米国2号店をトーランスに開設。

### 広報など1次資料
1. 1 2 3 4 5 6  株式会社イケダパン 第68期決算公告
2. ↑  『第72期 有価証券報告書』 フジパングループ本社、2018年9月25日。pp4
3. ↑  “企業理念・沿革”. corporate.francois.co.jp.   株式会社フランソア. 2023年8月29日閲覧。